# 門多塔 (堪薩斯州)
門多塔（英語：Mendota）是位於美國堪薩斯州埃利斯縣的一個鬼鎮。

## 歷史
門多塔的郵政局於1878年設立，直到1909年結束營運。